# Barbara Pravi
Barbara Piévic, känd professionellt som Barbara Pravi, född 10 april 1993 i Paris, är en fransk sångerska, låtskrivare och skådespelerska. Sedan hon fick skivkontrakt med Capitol Music France har hon släppt två stycken EP:er, Barbara Pravi (2018) och Reviens pour l'hiver (2020). Som låtskrivare har hon skrivit låtar till artister som Yannick Noah, Julie Zenatti, Chimène Badi och Jaden Smith. Hon ligger även bakom låten "J'imagine" som sångerskan Valentina vann med i Junior Eurovision Song Contest 2020 i Warszawa.
Pravi representerade Frankrike i Eurovision Song Contest 2021 i Rotterdam med låten "Voilà". Hon fick där 499 poäng och slutade på andra plats.

## Diskografi

### Album
| Titel                        | detaljer                                                                                       |     |
| Titel                        | detaljer                                                                                       | FRA |
| ---------------------------- | ---------------------------------------------------------------------------------------------- | --- |
| On n'enferme pas les oiseaux | - Släppte: 27 augusti 2021 - Märka: Capitol Music France - Formatera: Digital download, CD, LP | 6   |
| La Pieva                     | - Släppte: 6 september 2024 - Märka: Virgin Records - Formatera: Digital download, CD, LP      | 26  |

### EP
| Titel                 | detaljer                                                                                    |     |
| Titel                 | detaljer                                                                                    | FRA |
| --------------------- | ------------------------------------------------------------------------------------------- | --- |
| Barbara Pravi         | - Släppte: 15 juni 2018 - Märka: Capitol Music France - Formatera: Digital download         | —   |
| Reviens pour l'hiver  | - Släppte: 7 februari 2020 - Märka: Capitol Music France - Formatera: Digital download      | —   |
| Les prières           | - Släppte: 8 mars 2021 - Märka: Capitol Music France - Formatera: Digital download, LP      | —   |
| Les prières - racines | - Släppte: 26 november 2021 - Märka: Capitol Music France - Formatera: Digital download, LP | —   |
| Les prières - guérir  | - Släppte: 6 januari 2023 - Märka: Capitol Music France - Formatera: Digital download, LP   | —   |